# Zingari
Zingari és una obra dramaticomusical en dos actes composta el 1912 per Ruggero Leoncavallo sobre un llibret en italià d'Enrico Cavacchioli i Guglielmo Emanuel, basat en The Gypsies d'Aleksandr Puixkin. Es va estrenar el 16 de setembre de 1912 a l'Hippodrome de Ciutat de Westminster.